# Huanacastal
Huanacastal är en ort i Mexiko.   Den ligger i kommunen Tonalá och delstaten Chiapas, i den sydöstra delen av landet, 700 km sydost om huvudstaden Mexico City. Huanacastal ligger 34 meter över havet och antalet invånare är 605.
Terrängen runt Huanacastal är platt åt sydväst, men åt nordost är den kuperad. Runt Huanacastal är det ganska glesbefolkat, med 50 invånare per kvadratkilometer. Närmaste större samhälle är Tonalá, 10,3 km sydost om Huanacastal. Omgivningarna runt Huanacastal är en mosaik av jordbruksmark och naturlig växtlighet.